# Pierre-Louis Vescoz
Pierre-Louis Vescoz (né à Verrayes le 23 novembre 1840, mort à Aoste le 8 février 1925) est un prêtre, journaliste, géographe et naturaliste valdôtain. Il publie de nombreux articles et ouvrages sur la géographie, la botanique,  la météorologie, l'agriculture et même l'archéologie.

## Biographie
Pierre-Louis Vescoz, avant-dernier des huit enfants de Jean-Martin, propriétaire et de Marie-Anne Gorret, naît à Verrayes (hameau Charrère) le 23 novembre 1840.
Il complète ses études au Grand séminaire d'Aoste et devient prêtre le 24 août 1866. À partir septembre 1866 il est vicaire à Cogne du curé Balthazard-Pierre Chamonin. Il est transféré ensuite à Courmayeur (1873-1874) et ensuite encore à Pont-Saint-Martin, en 1874, d’abord comme économe, puis comme curé de la paroisse à jusqu’en 1893. Pierre-Louis Vescoz devient alors chanoine de la Cathédrale d'Aoste en juin 1893, et en 1895 il est nommé professeur de physique du Grand Séminaire d’Aoste.
Les années suivantes, il devient Secrétaire du Chapitre, comptable de la Cathédrale d'Aoste, membre et archiviste de l’Académie Saint-Anselme de 1900 à 1911.
Fondateur de la  « Petite société alpine de Cogne » avec Balthazar-Pierre Chamonin et Jean-Pierre Carrel, dès 1870 il publie de brefs articles dans la « Feuille d’Aoste » entre 1870 à 1873, et la première géographie moderne de la Vallée d’Aoste. Il est élu à l'unanimité bibliothécaire et conservateur du Musée de la flore valdôtaine nel 1905, aujourd'hui la collection Herbier historique de la Société de la flore valdôtaine, constituant le Musée régional des sciences naturelles.
Il devient enfin rédacteur en chef  du journal diocésain « Le Duché d’Aoste ».
Il a le mérite d'avoir introduit en Vallée d'Aoste une approche moderne à la géographie et aux sciences naturelles : l'alpiniste anglais Richard Henry Budden (it) avait beaucoup apprécié sa maquette du massif du Mont-Blanc, à laquelle il faut ajouter celles du mont Rose, du massif du Grand-Paradis et du forum romain d'Aoste. La commune d'Aoste a reçu la médaille d'or à l'Exposition universelle du Vatican de 1888 pour la maquette qu'il a réalisé de la Vallée d'Aoste en échelle 1:40.000, mesurant 6 mètres.
Pierre-Louis Vescoz meurt à Aoste le 8 février 1925.

## Héritage
L'arboretum de Verrayes porte son nom. Il l'a projeté et réalisé entre 1905 et 1908, pour lequel il a reçu une médaille d'argent et 300 lires italiennes par le Ministère de l'agriculture, de l'industrie et du commerce.